# Joel Berger

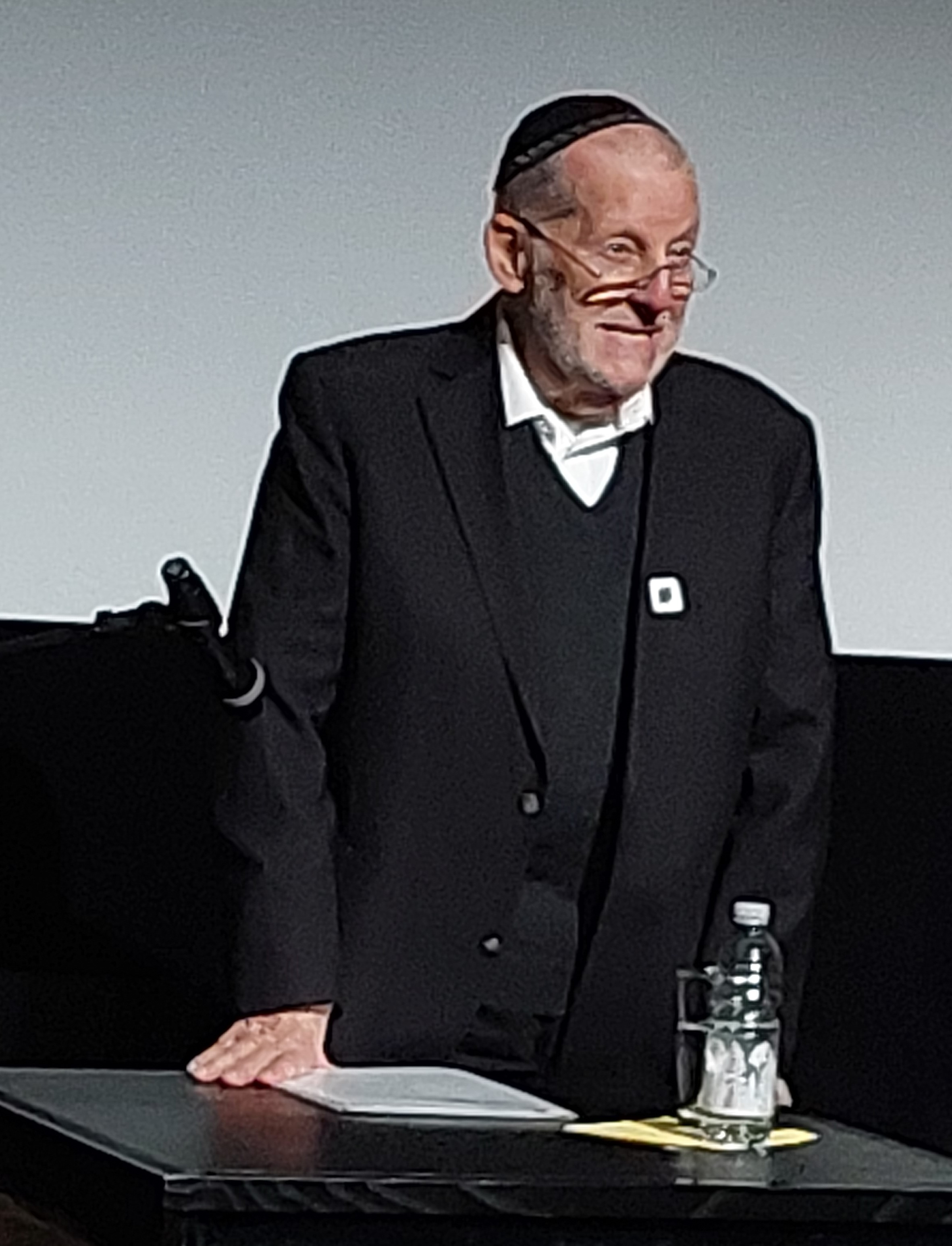
Joel Berger (2023)

Jozsef György „Joel“ Berger (geboren am 7. September 1937 in Budapest) ist Landesrabbiner a. D. des Rabbinats Württemberg und Dozent an der Universität Tübingen.

## Leben
Bergers Vorfahren waren Getreidehändler und kamen ursprünglich von Oberschlesien nach Siebenbürgen. Als nach dem Ersten Weltkrieg Siebenbürgen rumänisch wurde, erkaufte sich sein Vater Eugen die ungarische Staatsbürgerschaft, übersiedelte nach Budapest und heiratete. Der Vater war Mitglied der „Autonomen orthodoxen israelitischen Gemeinde“ und führte ein Fachgeschäft für Hutzubehör. Seine Mutter Aurelie konnte sehr gut Deutsch und war bei der Geschäftsleitung der Daimler-Benz-Niederlassung in Budapest angestellt.
Aufgewachsen in Budapest, erfuhr Joel Berger in seiner Kindheit, wie schon seit den 1920er Jahren in Ungarn antijüdische Gesetze erlassen wurden, und erlebte die Verfolgung und den Völkermord an den Juden in der Zeit des Nationalsozialismus mit. Nach der deutschen Besetzung Ungarns 1944 lebte er bis zum Einmarsch der Roten Armee am 16. Januar 1944 mit der Mutter, seiner Tante und weiteren Personen in dem auf Initiative des schwedischen Diplomaten Raoul Wallenberg dort eingerichteten „Internationalen Ghetto“. Der Vater musste zunächst zum Arbeitsdienst, wurde später ins KZ Bergen-Belsen verschleppt, dann weiter ins KZ Theresienstadt, überlebte aber. Die Mutter wurde entlassen, ein Auswanderungsversuch mit Schutzpässen nach Spanien scheiterte. Von der Familie Berger kamen rund 40 Mitglieder in dieser Zeit ums Leben.
Nach Kriegsende machte Joel Berger eine Feinmechanikerlehre, studierte ab 1955 Jura, Geschichte und Pädagogik in Debrezin (nach anderen Angaben in Szeged). Aufgrund einer angeblichen Beteiligung am Ungarischen Volksaufstand 1956, die er selbst jedoch dementiert, kam er zunächst eine Zeit lang ins Gefängnis. Nach seiner Entlassung konnte er 1957 nach Budapest an das Rabbinerseminar wechseln sowie zugleich an der Universität in Debrecen Geschichte, Pädagogik und Volkskunde studieren. Nachdem er 1963 das orthodoxe Rabbinerdiplom erlangt hatte, war er zunächst bei verschiedenen ungarischen Verlagen angestellt. Viermal versuchte Berger vergeblich, ohne Reisepass illegal nach Israel auszureisen.
1968 emigrierte er, wie auch seine Eltern, aus dem Ostblockstaat in den Westen. Er war in der Folge als Rabbiner in Regensburg, Dortmund, Düsseldorf, Göteborg (Schweden), ab 1974 in Bremen und schließlich Ende der 1970er Jahre in Stuttgart tätig. 1970 heiratete er die aus einer Rabbinerfamilie stammende Noemi; mit ihr hat er zwei Kinder. In den 1970er Jahren beteiligte er sich an einem Hungerstreik in der Düsseldorfer Synagoge, um die damalige Regierung der Sowjetunion zu bewegen, die russischen Juden ausreisen zu lassen. Von 1981 bis zu seiner Pensionierung 2002 war Berger Landesrabbiner für Württemberg mit Dienstsitz in Stuttgart.  Berger war zeitweise auch Sprecher der Rabbinerkonferenz Deutschland.
Ab dem Wintersemester 1986/87 hatte Berger an der Universität Tübingen einen Lehrauftrag am Ludwig-Uhland-Institut für Empirische Kulturwissenschaft. Er lehrt dort über die Geschichte des Judentums und des Antisemitismus, die Stoffe und Formen jüdischer Erzählungen samt ihren Bezügen zu christlichen Traditionen, sowie über die Kulturgeschichte des jüdischen Volkes. Seit seinem Ruhestand 2002 hat er einen Forschungsauftrag im Haus der Geschichte Baden-Württemberg inne. Er ist regelmäßig in der Sendung Anstöße im SWR zu hören, und er moderiert im Programm SWR2 die Sendungen zu jüdischen Feiertagen. Außerdem kommentiert er wöchentlich in der Sendung Schalom auf Bayern 2 den jeweils aktuellen Tora-Abschnitt. 
Berger war außerdem von 1974 bis 2003 Mitglied der Rundfunkräte von Radio Bremen, Süddeutschem Rundfunk und Südwestrundfunk (SWR).
Zwischen 1992 und 2021 vermittelte er bis kurz vor seinem 84. Geburtstag jüdische Religion und Tradition in seiner Sendung Shabat Shalom bei mdr Kultur.
Berger ist Mitglied des Schiedsgerichts beim Zentralrat der Juden in Deutschland. Er war Herausgeber der Zeitschrift UDIM der Rabbinerkonferenz. Er setzt sich für die Zusammenarbeit der drei monotheistischen Weltreligionen ein, u. a. durch seine Mitarbeit in der Christlich-Islamischen Arbeitsgemeinschaft Marl im Projekt „Abrahamsfest“.
Er spricht Ungarisch, Deutsch, Russisch, Englisch, Schwedisch, Hebräisch und Jiddisch.

## Ehrungen
Am 4. Mai 1998 verlieh ihm die Fakultät für Sozial- und Verhaltenswissenschaften der Universität Tübingen den Titel Ehrendoktor (Dr. rer. soc. h. c.) für seine Verdienste „um die Wissenschaft in dreierlei Hinsicht: als Erforscher der jüdischen Volkskultur, insbesondere populärer Erzähl- und Lesestoffe, als akademischer Lehrer, der seit zwölf Jahren am Ludwig-Uhland-Institut für Empirische Kulturwissenschaft regelmäßig das jüdische Kulturerbe vermittelt, und schließlich als Repräsentant des Judentums, der jüdische Kultur in die Öffentlichkeit zu tragen weiß“.
2001 wurde er mit der Verdienstmedaille des Landes Baden-Württemberg geehrt.
2016 erhielt er das Bundesverdienstkreuz am Bande und 2017 die Bürgermedaille der Landeshauptstadt Stuttgart.

## Schriften (Auswahl)
- Joel Berger, Heidi-Barbara Kloos, György Dalos (Vorr.): Der Mann mit dem Hut: Geschichten meines Lebens. Klöpfer & Meyer Verlag, Tübingen 2013, ISBN 978-3-86351-054-1